# Kościół Świętego Krzyża w Stargardzie
Kościół Świętego Krzyża – rzymskokatolicki kościół położony w Kluczewie, przy ulicy Lotników w Stargardzie.

## Architektura
Kościół jednowieżowy zbudowany na planie prostokąta, w pierwszej połowie XV wieku w stylu gotyckim, z kamieni polnych oraz cegieł. W przyziemiu wieży znajduje się ostrołukowy portal. Elewacje wieży zdobią dwa pasy blend, które są wzorowane na kościele Mariackim w Stargardzie.
W wyposażeniu kościoła na uwagę zasługują: siedemnastowieczne płyty nagrobne, drewniany chór, a w wieży trzy dzwony (najstarszy z 1601 roku). 
W pobliżu kościoła znajduje się cmentarz, nieczynny od połowy XX wieku.